# Mark Simpson
Mark Allen Simpson (Fort Wayne, 4 febbraio 1961) è un ex cestista statunitense.

## Carriera
Venne selezionato dai Denver Nuggets al settimo giro del Draft NBA 1984 (149ª scelta assoluta), ma non giocò mai nella NBA.

## Palmarès
- Campionato spagnolo: 1

Real Madrid: 1992-93
- Copa del Rey: 1

Real Madrid: 1993
- Coppa d'Europa: 1

Real Madrid: 1991-92